# Adriaan Pitlo
Adriaan Pitlo (Arnhem, 23 september 1901 – Overveen, 23 maart 1987) was een Nederlands hoogleraar privaat- en notarieel recht.

## Familie
Pitlo was een zoon van notaris Rutger Willem Herman Pitlo (1866-1929) en de in Antwerpen geboren Bertha Krutwig (1878-1947). Hij trouwde in 1928 met Wilhelmina Maria Sophia van Rooijen, bekend geworden als verzamelaar van werken van en over de schrijver Louis Couperus (1863-1923). Uit dit huwelijk werden geen kinderen geboren.

## Loopbaan
Na zijn gymnasiumdiploma te hebben behaald (Pitlo deed staatsexamen, hij verliet het Stedelijk Gymnasium te Gouda, toen hij volgens hem ten onrechte was blijven zitten in de vijfde klas) ging hij, op aandrang van zijn vader, notariaat studeren aan de Universiteit Utrecht. Hij vervolgde zijn studie rechten aan de Universiteit van Amsterdam waar hij zijn kandidaatsexamen aflegde in 1926. Daarna begon hij als opleider voor het notariaat, eerst in Groningen, vanaf 1929 in Amsterdam. In 1938 legde hij eindelijk zijn doctoraal af aan de Universiteit Utrecht. Hierna werd hij al snel lector notarieel recht in Amsterdam, op voorspraak van Paul Scholten. Meteen na de bevrijding werd hij in Amsterdam benoemd tot hoogleraar notarieel en burgerlijk recht aan de gemeentelijke universiteit. In 1974 hield hij zijn afscheidscollege, De docent; hij werd opgevolgd als hoogleraar door Paul Cahen.
Pitlo kwam na de oorlog in conflict met enkele vooraanstaande juristen van joodse komaf, in het bijzonder Eduard Meijers en Carel Polak, over antisemitische uitlatingen van zijn kant. Ook had Pitlo tijdens de oorlog een boek dat door Polak was bewerkt onder eigen naam uitgegeven (de uitgever wilde geen boeken van joodse auteurs publiceren) en bleef dat na de oorlog doen, wat hem door Polak niet in dank werd afgenomen. Hij was ook een fel tegenstander van de hercodificatie van het Burgerlijk Wetboek, een project waar Meijers juist een groot voorstander van was; dat Meijers vervolgens regeringscommissaris voor de herziening van het Burgerlijk Wetboek werd leidde tot een sterke afkeer van Pitlo jegens Meijers, waarbij hij de "Leidse school" afschilderde als koude "legisten" (hetgeen niet het geval was).

## Werken
Hij publiceerde geheel alleen een vijfdelig commentaar op het burgerlijk wetboek: Het personenrecht (1946), Het verbintenissenrecht (1946), Bewijs en verjaring (1946), Het zakenrecht (1949) en Het erfrecht (1951). Dit commentaar wordt onder de reekstitel Het Nederlands burgerlijk recht nog steeds geactualiseerd en is bij Nederlandse juristen bekend als "de Pitlo". Daarnaast was hij medeoprichter van de Stichting tot Bevordering der Notariële Wetenschap, maar was tevens voorzitter van tal van andere organisaties op notarieel terrein.

## Trivia
- Bij gelegenheid van Pitlo's 25-jarig jubileum hadden drie medewerkers van Pitlo hem willen verrassen met een bijzonder cadeau. Op een begraafplaats bij Napels lag begraven een ver familielid van Pitlo, de 19e-eeuwse schilder Antonie Sminck Pitloo (1790-1837) die in 1837 aan de cholera was overleden. In 1970 dreigde deze begraafplaats te worden opgeruimd, vanwege uitbreidingsplannen van de stad Napels. De drie medewerkers van Pitlo hadden het plan opgevat om de plaquette van het graf op te halen en als cadeau aan te bieden aan de jubilerende hoogleraar. De Engelse consul, onder wie de begraafplaats viel (het ging hier om de Engelse, dat is protestante begraafplaats), had hiervoor toestemming verleend. Bij de grens had een oplettende douanier de uitvoer van de plaquette echter verhinderd en zodoende was de als cadeau bedoelde plaquette nooit de jubilaris overhandigd.[4]
- Deze plaquette op de monumentale tombe bevatte de volgende tekst: "Pensionnaire du Roi de Hollande à Paris et ensuite a Rome. Vïnt à Naples en 1816 où il obtient par concours la place de professeur de paysage a l'académie royale. — Peintre aussi distingué que maitre habile il porte son école à l'état florissant où nous le voyons aujourd'hui. Plus reconnaisable encore pour ses qualités morales, bon père, bon époux, maitre affectueux, d'un caractère doux et modeste. Il est mort, hélas, trop tôt, emportant les regrets de tous ceux qui l'ont connu." Rond de jaren 1920 vatte de stad Napels het plan op de tombe te herstellen. Dat plan is niet uitgevoerd waarop begin jaren 1930 een naamgenoot van de schilder herstelwerkzaamheden liet uitvoeren.[5]
- Na het overlijden van mevrouw Pitlo-van Rooijen, werden uit haar nalatenschap in april 1992 drie Italiaanse landschappen van Pitloo geveild, van het verre familielid Antonie Sminck Pitloo waarvan de bedoelde plaquette van diens Napolitaanse graf dus nooit bij Pitlo was gearriveerd.[6]